# Vlastimil Fiala
Vlastimil Fiala (28. dubna 1920, Zábřeh – 10. dubna 1993, Praha) byl český historik umění, výtvarný kritik, malíř a překladatel z francouzštiny. Věnoval se také psaní poesie.

## Život
Absolvoval gymnázium v Zábřehu na Moravě a Školu uměleckých řemesel v Brně (1939) a do roku 1945 byl malíř a grafik ve svobodném povolání. V letech 1945–1949 studoval dějiny umění na Filosofické fakultě Masarykovy univerzity v Brně a zároveň působil jako asistent na tamní Pedagogické fakultě. 1949–1950 byl pracovníkem Čs. státního filmu, pak ve svobodném povolání. Od roku 1952 byl vedoucím redaktorem měsíčníku Výtvarné umění, od roku 1955 do roku 1965 šéfredaktorem a ředitelem nakladatelství SŠSVU (později nakl. Obelisk), 1966–1967 redaktorem časopisu Kulturní tvorba. Byl členem SVU Aleš v Brně a tvůrčí skupiny Radar.
Od roku 1967 pracoval na Ministerstvu kultury ČR, 1968 jako ředitel odboru umění na MKI, po srpnu 1968 propuštěn. V letech 1975–1979 pracoval v propagaci podniku Restaurace a jídelny Praha 4. Za normalizace se živil překlady z francouzštiny, které vydával pod cizími jmény nebo pod jménem manželky.

### Ocenění
- 1960 Cena Antonína Matějčka

## Dílo
Je autorem katalogových textů k výstavám Ludvíka Kuby, Arnošta Paderlíka, Arnošta Folprechta, Františka Jiroudka. Jako historik umění se specializoval na francouzské umění druhé poloviny devatenáctého století, například tvorbu impresionistů nebo Henriho de Toulouse-Laurec. Jako překladatel je podepsán mj. pod překlady děl Alexandra Dumase staršího.

### Publikace (výběr)
- O typičnosti v literatuře a umění, Praha 1953
- Podstata a vývoj výtvarného typu, Praha 1955
- Ludvík Kuba. Křížem krážem slovanským světem, Praha 1956 (editor)
- Arnošt Paderlík, NČVU Praha 1957
- Edgar Degas, NČVU Praha 1961
- Henri Toulouse de Lautrec, SNKLHU Praha 1961
- André Derain, SNKLU Praha 1962
- Henri Matisse, Tatran Bratislava 1967, Odeon Praha 1967
- Impresionismus, NČVU Praha 1967

### Překlady
- Henri Perruchot, Život Toulouse-Lautreca, SNKLU Praha 1962, NČVU Praha 1963, Obelisk Praha 1969